# Tranvía de San Pedro
El Tranvía de San Pedro o Waterfront Red Car Line es un sistema de tranvía histórico ubicado en San Pedro, Los Ángeles, California. Inaugurado el 19 de julio de 2003, actualmente el Tranvía de San Pedro cuenta con 2 líneas y 4 estaciones.